# La noche de Max Estrella
La noche de Max Estrella es una manifestación cívico-cultural, de talante lúdico. Creada por iniciativa del autor teatral Ignacio Amestoy Eguiguren, bajo el patrocinio del Círculo de Bellas Artes de Madrid y convocada por la Irreal Academia del Esperpento, con la colaboración del también dramaturgo Luis Araújo. Se desarrolla a lo largo de un itinerario vespertino y nocturno por algunas de las calles, plazas, plazuelas y callejones del centro de Madrid, rindiendo homenaje literario a don Ramón del Valle-Inclán, a los personajes de su obra Luces de Bohemia: Esperpento y a otros escritores.
El recorrido rescata lugares, ambientes y escenas que de una u otra manera aparecen en la obra valleinclaniana Luces de Bohemia: Esperpento, junto con otros que frecuentaba su autor. Cada una de las estaciones sirve como lugar de encuentro en el que, entre los diferentes actos performativos, se declaman versos y dramatizan pasajes literarios, se realizan bululús, se dan lecturas a manifiestos así como a otros textos y parlamentos, y en algunas de las paradas se sirven aperitivos, refrigerios, tentempiés y viáticos.

## Protagonista literario del evento
El nombre del recorrido urbano se inspira en la figura de Max Estrella, y en su periplo consignado en la obra teatral Luces de Bohemia: Esperpento como protagonista principal de la misma. Esta obra fue escrita por Ramón del Valle-Inclán y publicada por entregas en 1920, luego revisada y reeditada en 1924. Las sucesivas censuras harían que no se estrenará en España hasta 1970. Luces de Bohemia. Esperpento se desarrolla en quince escenas; en las doce primeras, a lo largo de una tarde y noche, en la que el periodista ciego y fracasado Max Estrella, en compañía de su canalla amigo don Latino de Hispalis, inician un peregrinaje expiatorio por diversos sitios ubicados en las calles de Madrid, hasta su muerte acaecida al amanecer, en las tres últimas, a lo largo de la mañana y mediodía se realiza velatorio, entierro y final tabernario. En la actualidad algunos de los sitios identificados en la obra se van haciendo paradas durante el recorrido, existiendo algunas lápidas conmemorativas colocadas en las paredes de ciertos edificios emblemáticos recordando los pasajes de la obra.

## Fecha de celebración
La primera intención de los promotores de la iniciativa era la de revivir anualmente la celebración cada 3 de marzo, el día del aniversario de la muerte del escritor Alejandro Sawa y alter ego de Max Estrella, pero los rigores del tiempo de esa fecha (que no la autoridad competente), desaconsejaban un recorrido nocturno por Madrid, por lo que el Círculo de Bellas Artes de Madrid, entidad auspiciadora y patrocinadora de la iniciativa, desde su inicio varió la fecha ideada para hacerla coincidir, en las nueve primeras ediciones, con la jornada del Día Internacional del Libro, incorporándose al programa de actividades que anualmente convoca esta institución cultural con motivo de dicha jornada. Así, la I Noche de Max Estrella se celebró a lo largo de la tarde y noche del 23 de abril de 1998.
Posteriormente, y con la institucionalización de La noche de los Teatros en el año 2007, la celebración de La noche de Max Estrella, se incorpora en la programación de la misma, y a partir de la X Noche de Max Estrella, ésta se celebra a lo largo de la tarde y noche del 26 de marzo, víspera de la jornada del Día Mundial del Teatro, junto con otros espectáculos programados en la víspera de dicha jornada, tanto en salas de teatro como en calles y plazas del centro de Madrid, que igualmente se prolongan hasta la medianoche.
En 2012, por primera vez no se realizó la convocatoria y manifestación festiva a lo largo del recorrido callejero, sino que se convocó la XV Noche de Max Estrella en la misma jornada del Día Mundial del Teatro y en el cincuenta aniversario de su establecimiento, con un maratón teatral que se celebra en la Sala Fernando de Rojas del Círculo de Bellas Artes de Madrid, programado con las siguientes obras: Ligazón, de Valle-Inclán; Armando Buscarini o el arte de pasar hambre, de Juan Manuel de Prada; Ni con el pétalo de una rosa, de Nieves de Medina; y La Noche de Max Estrella, de Carlos Álvarez-Nóvoa Sánchez, finalizando con el canto del himno bohemio.

## Estaciones del recorrido bohemio
El recorrido vespertino y nocturno pasa secuencialmente por diversos sitios típicos de Madrid. Suele durar aproximadamente cuatro o cinco horas. La mayoría de las estaciones evocan o trasladan al presente sucesos acaecidos en el viaje de Max Estrella y Don Latino de Hispalis la noche de autos. Se inicia en la calle Mayor y va oscilando por callejas adyacentes a la misma del Madrid de los Austrias, hacia la puerta del Sol, donde se sitúan varios pasajes y paradas. De ahí se dirige al Callejón del Gato, para luego iniciar su recta final que, pasando por las Cortes, acaba en el Círculo de Bellas Artes de Madrid. En algunas de las estaciones el Círculo de Bellas Artes de Madrid ha ido situando una placa conmemorativa de la edición correspondiente. Aunque con algunas variaciones anuales dependiendo del programa, se suelen incluir las siguientes estaciones:
- Concentración de bohemios ante «Casa Ciriaco» - Finca desde donde el anarquista Mateo Morral lanzó la frustrada bomba regicida, sita en la calle Mayor, 84. Al toque de una campanilla, el chantre o maestro de ceremonias anuncia la concentración de la comitiva dando la bienvenida en nombre de Max Estrella y don Latino de Hispalis. Con agasajo del tabernero.
- Max Estrella sale de la cueva del librero Zaratustra§ - Esquina del Pretil de los Consejos con la calle Mayor. Escena primera, donde Max Estrella discute con Zaratustra sobre política y las regalías de una de sus obras, en la que es asistido por Don Latino de Hispalis y Don Peregrino Gay y traicionado por el librero.
- Visita a la casa donde se suicidó Fígaro - En la finca de la casa de Mariano José de Larra, primer socio ateneísta, sita en la calle de Santa Clara, 3.
- Respeto ante la morada del padre de Segismundo§ - En la finca de la casa de Pedro Calderón de la Barca, sita en la calle Mayor, 61.
- Loa al Fénix de los Ingenios, al pie de su solar natal - En la finca de la casa natal de Félix Lope de Vega Carpio, sita en la calle Mayor, 46-48.
- Parada en la Plaza Mayor, ante «Casa María», con vistas a la estatua de Felipe III. - Parada en la Plaza Mayor, 23, esquina a la calle de Calatrava. [Estación incluida en la XIV edición].
- Botillería en la «Buñolería Modernista». O séase, en la «Chocolatería de San Ginés»§ - Sita en el pasadizo de San Ginés, 5. Donde Max Estrella se topa con los jóvenes de modernistas. Parada seguida de un refrigerio ofrecido por los gentiles hospederos.
- Peaje en la taberna de Pica Lagartos§ - Ubicada en la Puerta del Sol, esquina a la calle de la Montera, con saludo a Enriqueta la Pica Bien. Antro apestoso de humo y café de recuelo, juego de mus y escándalo y alboroto, allí donde Max Estrella empeña su capa.
- Duelo en el Café Colón. Bajo el «Tío Pepe» de la Puerta del Sol§ - Café «al estilo de los de París»,  donde Max Estrella saludara a Rubén Darío; con recuerdo al otro café, el Café de la Montaña, sito en la planta baja del Hotel París de la Puerta del Sol, donde Valle-Inclán tuvo disputa con el periodista Manuel Bueno Beongoechea con la fatal consecuencia derivada de la pérdida de su brazo izquierdo.
- Encuentro con Mateo en Gobernación§. En las puertas de la Real Casa de Correos, en la Puerta del Sol, recordando el abrazo de Max Estrella con el anarquista Mateo Morral en los calabozos del ministerio de la Gobernación, luego Dirección General de Seguridad, sita en la Puerta del Sol, 7. Allí los responsables políticos escuchan los «Cargos y Descargos del Teatro Madrileño».
- Callejón del Gato. Ante «Las Bravas»§ - En la «catedral del esperpento», donde se encontraban los dos espejos, cóncavo y convexo, aquellos que deformaban las imágenes de los transeúntes, sita en la calle de Álvarez Gato, 3.[10] Bululú, interpretación o lectura dramatizada de la trágica escena duodécima de Luces de Bohemia, preludio de la muerte de Max Estrella en presencia de don Latino de Hispalis.

Rafael Álvarez 'El Brujo' recibe los aplausos de los participantes en La Noche de Max Estrella frente a los espejos del callejón del Gato. XI Noche de Max Estrella (2008).
- Café «La Fontana de Oro» - Parada y lectura en dicho establecimiento de ecos «galdosianos», en el pasado fonda de viajeros, luego botillería, ubicada en la esquina de la calle de Espoz y Mina con la Carrera de San Jerónimo. Actualmente pub sito en la calle de la Victoria esquina a la Carrera de San Jerónimo. [Estación incluida en la I edición].
- Corral del Príncipe, hoy llamado Teatro Español§ - Se homenajea al antiguo escenario teatral, corral de comedias transformado después en teatro decimonónico, sito en la plaza de Santa Ana.
- Casa de Valle-Inclán, en el Ateneo de Madrid - En la finca donde residiría Ramón del Valle-Inclán durante el tiempo que presidió la institución ateneísta a lo largo del año de 1932, sita en la calle Santa Catalina, 10. Parada y honra.
- Tributo al otro manco, Cervantes. Ante el Congreso de las Españas - En la plaza de las Cortes, al pie de la estatua de Cervantes, frente al edificio de las Congreso de los Diputados. Lectura de manifiesto con contenido decididamente político.
- Círculo de Bellas Artes de Madrid - Acto final, en la Sala de Columnas o en la Sala Fernando de Rojas,[11] con representación teatral, cantándose como colofón el himno de los peregrinos, el aria «¡Ay, ba!» (pieza conocida también como «El Babilonio»), de la zarzuela sicalíptica La corte de Faraón, epinicio que también lo es de la Irreal Academia del Esperpento. Confraternización final acompañada del servicio de un chocolate con churros.

§: Indica lugar que puede identificarse en la obra valleinclana de Luces de Bohemia. Esperpento.

## Listado de ediciones: convocatoria y programa oficial
- I Noche Max Estrella. Jueves, 23 de abril de 1998.
- II Noche Max Estrella. Viernes, 23 de abril de 1999.
- III Noche Max Estrella. Domingo, 23 de abril de 2000.
- IV Noche Max Estrella. Lunes, 23 de abril de 2001.
- V Noche Max Estrella. Martes, 23 de abril de 2002.
- VI Noche Max Estrella. Miércoles, 23 de abril de 2003.
- VII Noche Max Estrella. Viernes, 23 de abril de 2004.
- VII Noche Max Estrella. Viernes, 22 de abril de 2005.
- IX Noche Max Estrella. Viernes, 21 de abril de 2006.
- X Noche Max Estrella. Convocatoria y programa. Lunes, 26 de marzo de 2007.
- XI Noche Max Estrella. Convocatoria y programa. Miércoles, 26 de marzo de 2008.
- XII Noche Max Estrella. Convocatoria y programa. Jueves, 26 de marzo de 2009. Conmemoración del centenario de la muerte de Alejandro Sawa.
- XIII Noche Max Estrella. Convocatoria y programa. Viernes, 26 de marzo de 2010. Conmemoración del centenario del nacimiento de Miguel Hernández.
- XIV Noche Max Estrella. Convocatoria y programa. Sábado, 26 de marzo de 2011. Conmemoración del sesquicincuentenario de la muerte de Ramón del Valle-Inclán.
- XV Noche Max Estrella. Convocatoria. Programa. Martes, 27 de marzo de 2012. Conmemoración del cincuentenario del establecimiento del Día Mundial del Teatro.

## Idea inspiradora del evento
La inspiración de la idea del recorrido de la celebración de manifestación lúdica cívico-cultural de la La noche de Max Estrella le vino a su creador, Ignacio Amestoy Eguiguren, de un artículo homónimo del autor, director y actor teatral Carlos Álvarez-Nóvoa Sánchez:
- La noche de Max Estrella. Artículo de investigación en el que, setenta años después de la publicación de Luces de Bohemia y ochenta de la muerte de Alejandro Sawa, muestra el periplo personal realizado por los lugares que podían haber sido inspiración o tener relación con la obra, mostrando a las personas que en ese momento actual (1889-1891) los vivían o frecuentaban.

Carlos Álvarez-Nóvoa Sánchez es también autor de:
- La Noche de Max Estrella. Hora a hora. Análisis dramatúgico de «Luces de bohemia» de don Ramón María del Valle-Inclán. Estudio de la obra teatral en la que realiza un «análisis dramatúrgico» del texto valleinclaniano, basado asimismo en su tesis doctoral.
- La noche de Max Estrella, a partir de «Luces de Bohemia» de Valle-Inclán. Proyecto escénico basado en su propia obra homónima. Con motivo del en el 75 aniversario de la muerte de Valle-Inclán en el año 2011, se ha llevado a escena con producción del Centro Andaluz de Teatro y en colaboración con el Centro Dramático Galego, siendo el mismo autor quien interpreta el texto en el papel de Max Estrella. Se estrena en Sevilla, el 14 de octubre de 2011, y se representa en varias ciudades, Granada, Málaga, Huelva, Córdoba, Cádiz, Almería, Santiago de Compostela, La Coruña, así como en varios festivales. En Madrid se programa como obra final en el maratón teatral de la XV edición de La Noche de Max Estrella, el 27 de marzo de 2012.